# Il Lato Oscuro Della Costa
Il Lato Oscuro Della Costa è stato un gruppo musicale rap italiano, formato a Ravenna nel 2003.

## Storia del gruppo
Il gruppo si forma nel 2003 dall'unione degli Alleanze Scisse e dei Delitto Perfetto, che già da diverso tempo si esibivano assieme nei concerti e dimostravano forte affinità.
Gli Alleanze Scisse erano formati da Penombra, Moder e DJ Masta, mentre i Delitto Perfetto erano composti da DJ Nada, Polly e Tesuan e si ispiravano a un hip hop underground. Dopo la fondazione ufficiale della nuova formazione, nell'ottobre 2003 pubblicano Il promo, disco costruito dopo una accresciuta affinità tra gli elementi in seguito a vari concerti.
Nel 2006 per Minoia Records la band ha pubblicato Artificious, disco che racchiude due anni di lavoro, prodotto che ha trovato buone critiche e che contiene collaborazioni con esponenti di primo piano del panorama nazionale come Asher Kuno, Kiave, El Presidente, Mistaman, Maxi B e Zampa. Sempre nello stesso anno il gruppo romagnolo ha collaborato al disco di Zeus One dal titolo Michelino sulla traccia Testecalde, e al lavoro di Erma dal titolo Ermatico con la traccia Cattive intenzioni. Moder infine ha partecipato nella traccia Onda d'urto al Demo dell'artista bolognese Zanzu aka MADJ intitolato Carta bianca.
Il 2007 è l'anno di Delitto perfetto - Doublethinkers, progetto di Polly e Nada che miscela l'hip hop a sonorità più elettroniche e particolari; nel disco spicca la collaborazione con i Kill the Vultures.
Nel 2008 prosegue il filone avant hip hop del lato oscuro con Mr Hellink - Grand Guignol, concept EP di Tesuan e Nada, in cui a ogni canzone viene attribuita una tematica horror riletta in chiave sociale.
Nel febbraio 2010 esce Amore, morte, rivoluzione il secondo album ufficiale. Della produzione questa volta se n'è occupata Semai - nuova etichetta indipendente fondata da Andrea "Duna" Scardovi (breaker di fama internazionale con la Break The Funk e proprietario del Duna Studio di Russi) e da Francesco Giampaoli - in collaborazione con Bronson Produzioni. Un lavoro che è il prosieguo del percorso intrapreso con "Artificious" e con in due side-project Delitto Perfetto e Mr. Hellink, questa volta più orientato all'elaborazione dell'alternative rock come fonte di campionamento e ispirazione, il tutto inserito in un contesto prettamente hip hop.
Il 10 settembre 2010 hanno aperto il concerto di J-Ax a Ravenna in occasione dell'Immorale Tour.

## Formazione
- Max Penombra – rapping (2003-2010)
- Tesuan – rapping (2003-2010)
- Moder – rapping (2003-2010)
- Polly – rapping (2003-2010)
- DJ Nada – giradischi (2003-2010)

## Discografia
- 2003 – Il promo
- 2006 – Artificious
- 2010 – Amore, morte, rivoluzione